# Katarina Arpadović
Katarina Arpadović (Katarina Ugarska; oko 1256. – nakon 1314.) (mađarski Magyarországi Katalin, srpski Каталина Арпадовић, grčki Καταλίνα Αρπάντ) bila je princeza Ugarske i Hrvatske te kraljica Srbije.
Rođena oko 1256., Katarina je bila kći kralja Stjepana V. i njegove žene, Elizabete Kumanke te unuka Bele IV. i Marije te sestra Ane.
Katarina se udala za kralja Stefana Dragutina. Ovo su njihova djeca:
- Stefan Vladislav II.[3]
- Elizabeta Nemanjić (Jelisaveta)[4]
- Urošica, redovnik[5]